# Maison de Juliette
Pour les articles homonymes, voir Roméo et Juliette (homonymie).
 (janvier 2020).
Si vous disposez d'ouvrages ou d'articles de référence ou si vous connaissez des sites web de qualité traitant du thème abordé ici, merci de compléter l'article en donnant les références utiles à sa vérifiabilité et en les liant à la section « Notes et références ».
La maison de Juliette à Vérone (Casa di Giulietta di Verona en italien) est un musée de 1905 dans un logis seigneurial du XIIe siècle, avec son célèbre balcon reconstitué, à Vérone en Vénétie en Italie, où aurait pu se dérouler la tragédie théâtrale Roméo et Juliette de William Shakespeare, parue en 1597.

## Historique
Au XIIe siècle cette maison de ville est construite sur la via Cappello, toute proche de la piazza delle Erbe dans le centre historique de Vérone, par la famille de la noblesse italienne Dal Cappello (peut-être Capulet), dont le blason est sculpté sur la clé de voûte de l'arc interne de la cour.  

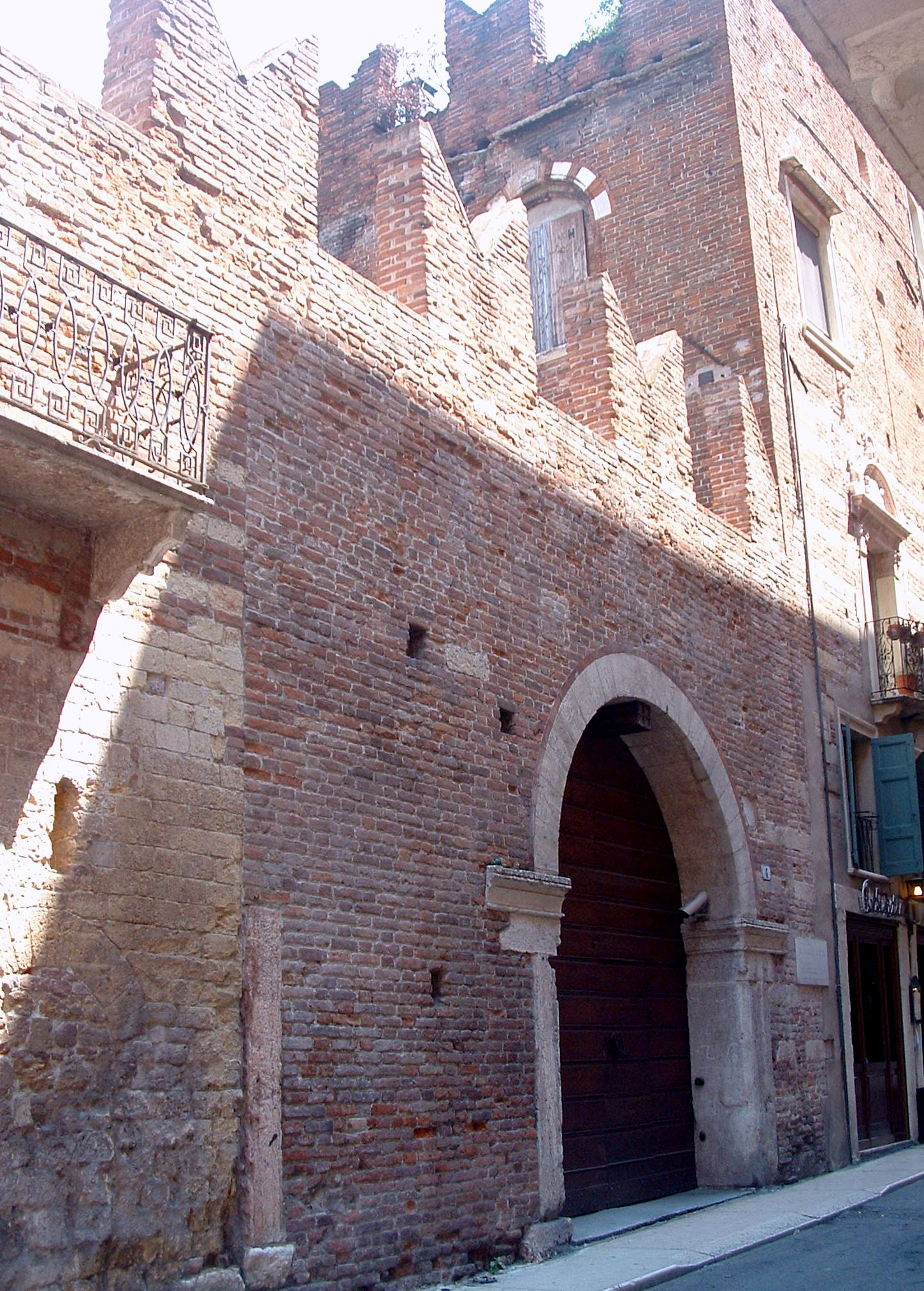
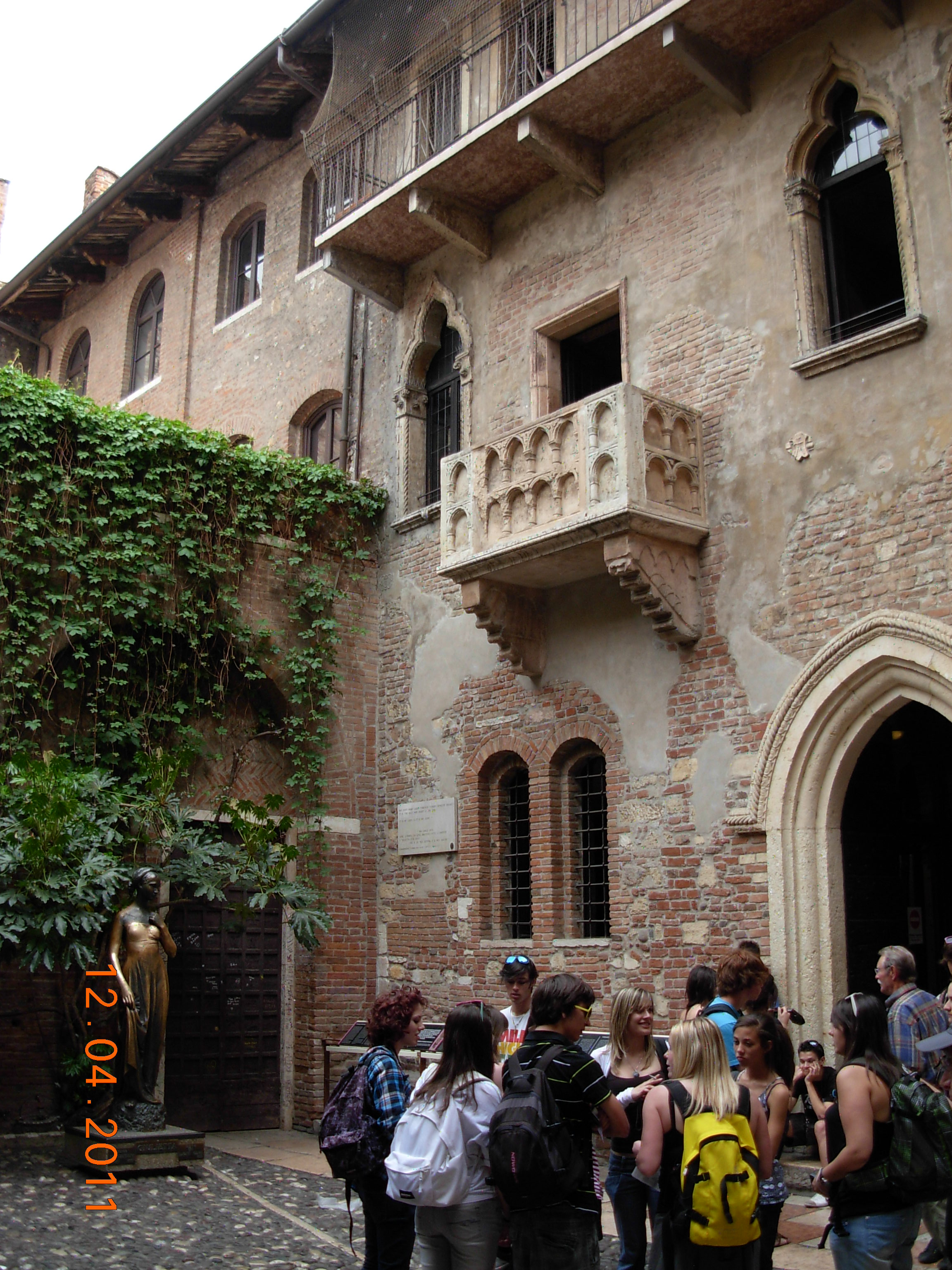
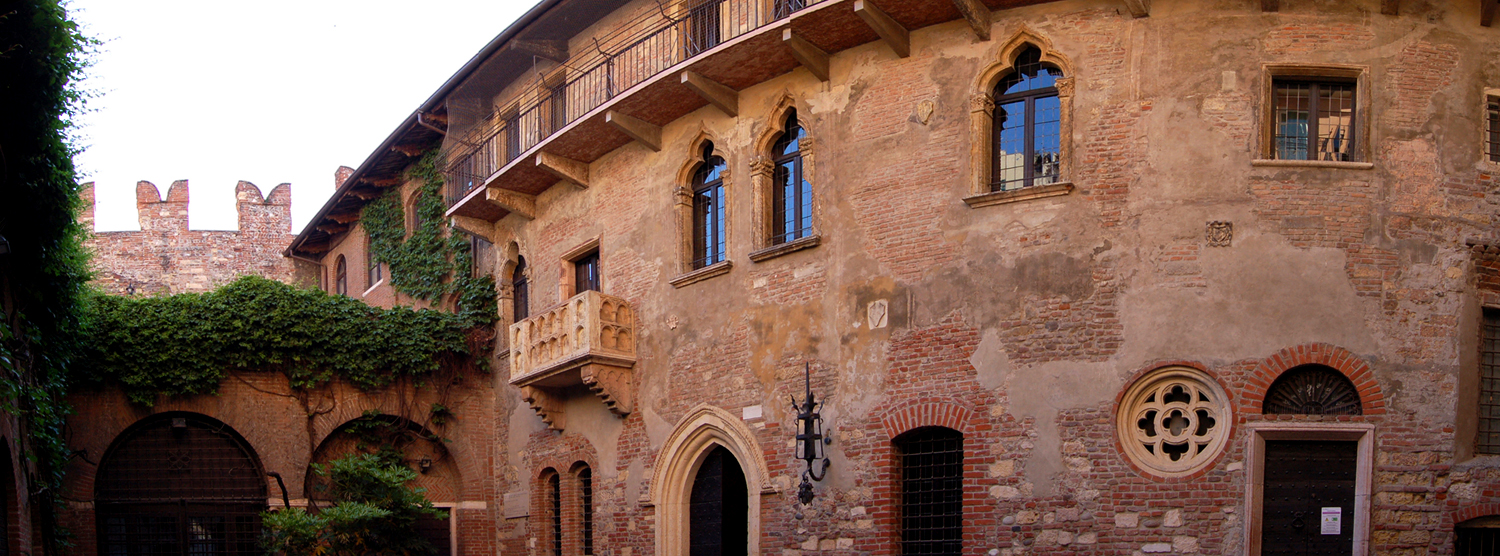
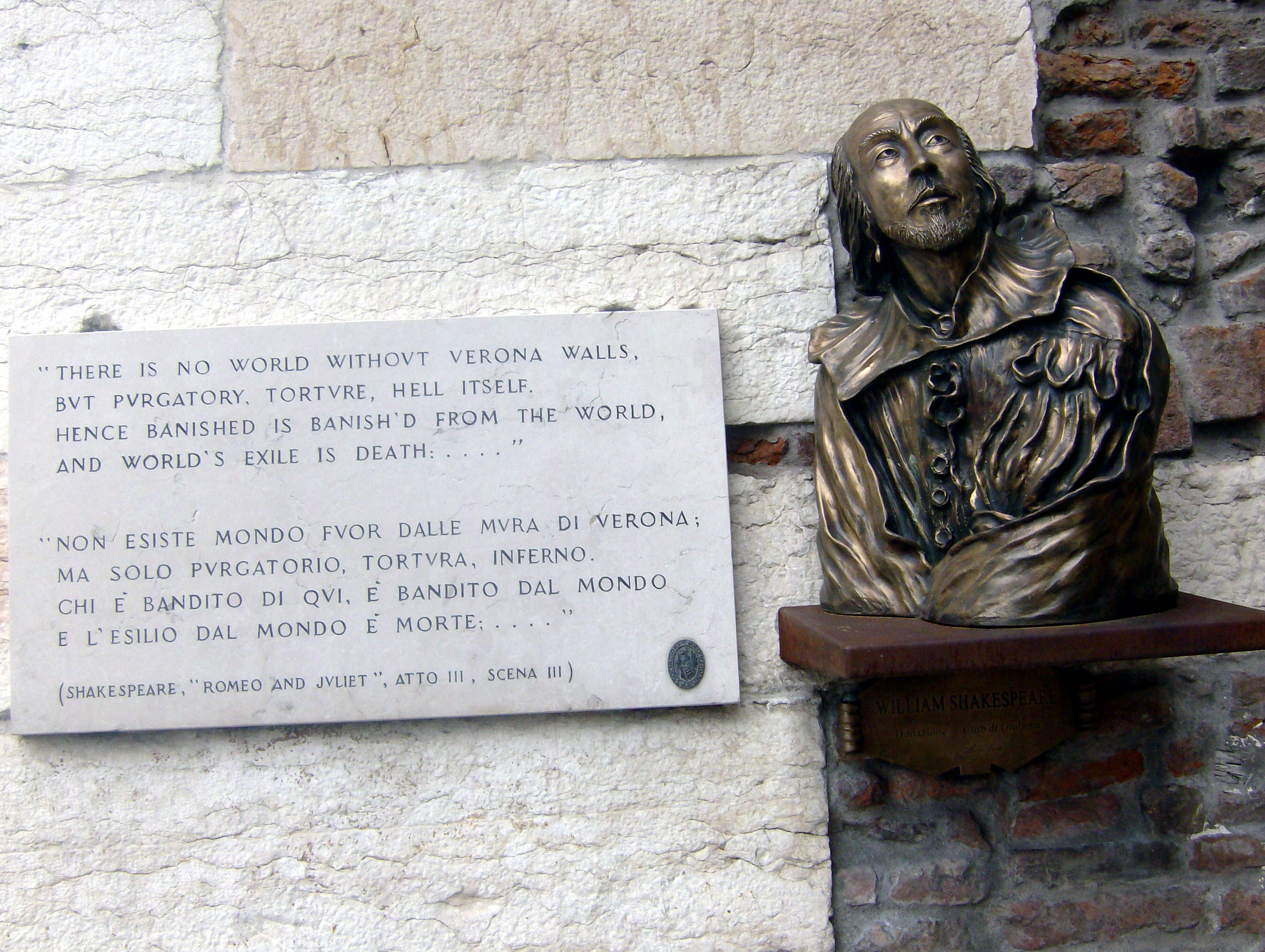
Buste de William Shakespeare.

Au XVIe siècle William Shakespeare (1564-1616) publie sa tragédie théâtrale Roméo et Juliette, dont il situe l'action à Vérone. La cité deviendra au XIXe siècle, la ville romantique la plus célèbre du monde, baptisée la  « ville des amants de Vérone » .

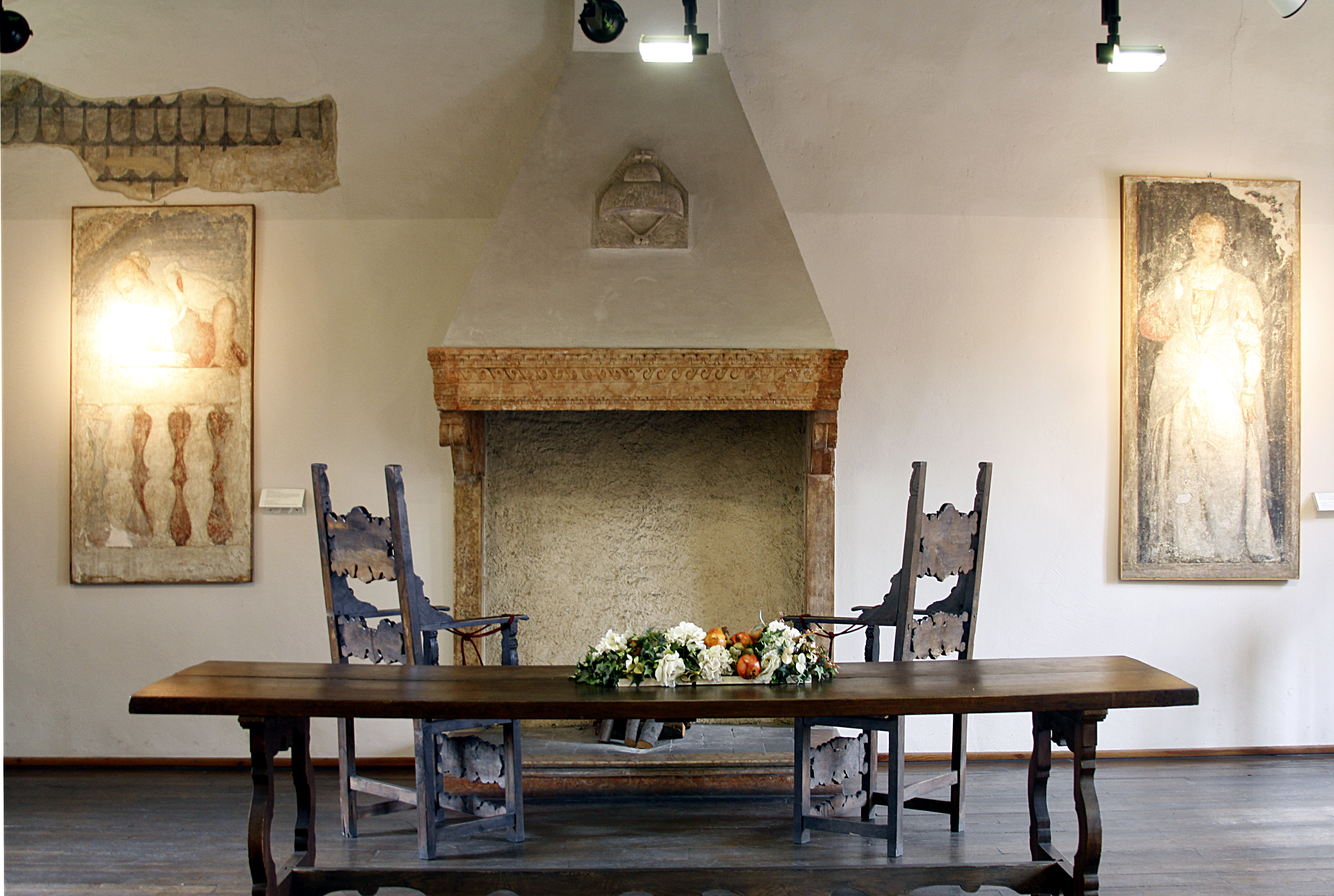
Salle à manger.
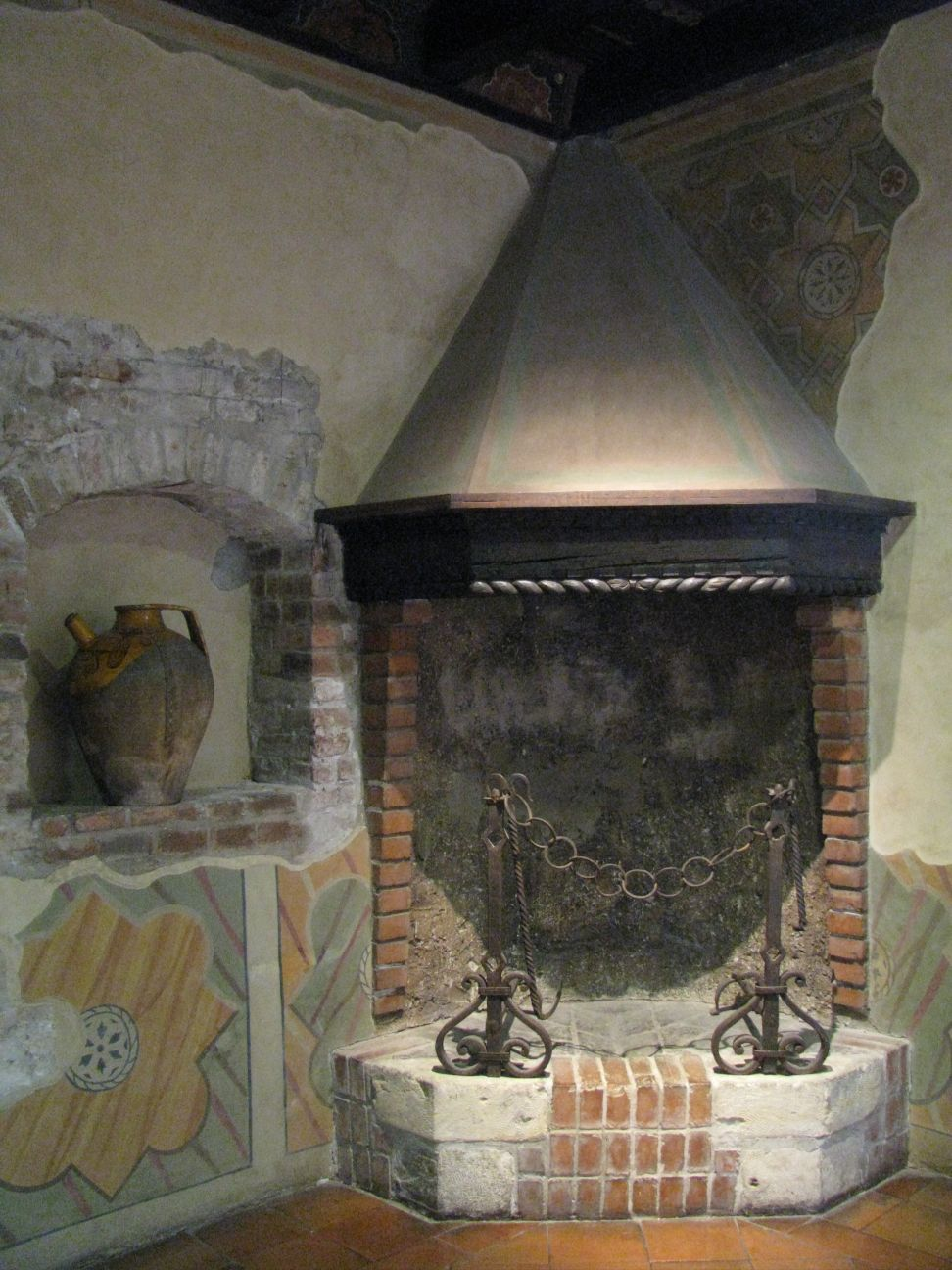
Cheminée.
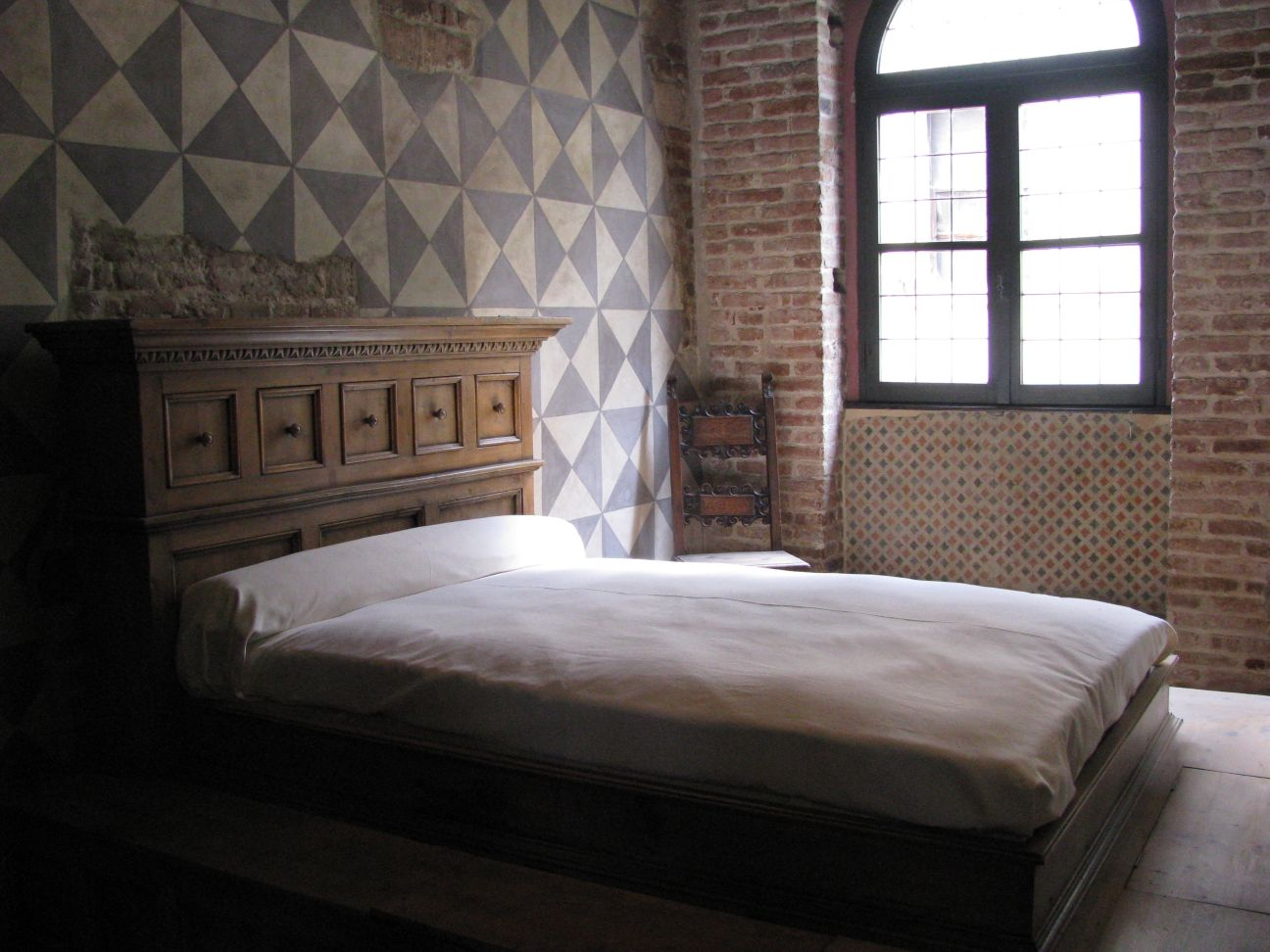
Chambre de Juliette.
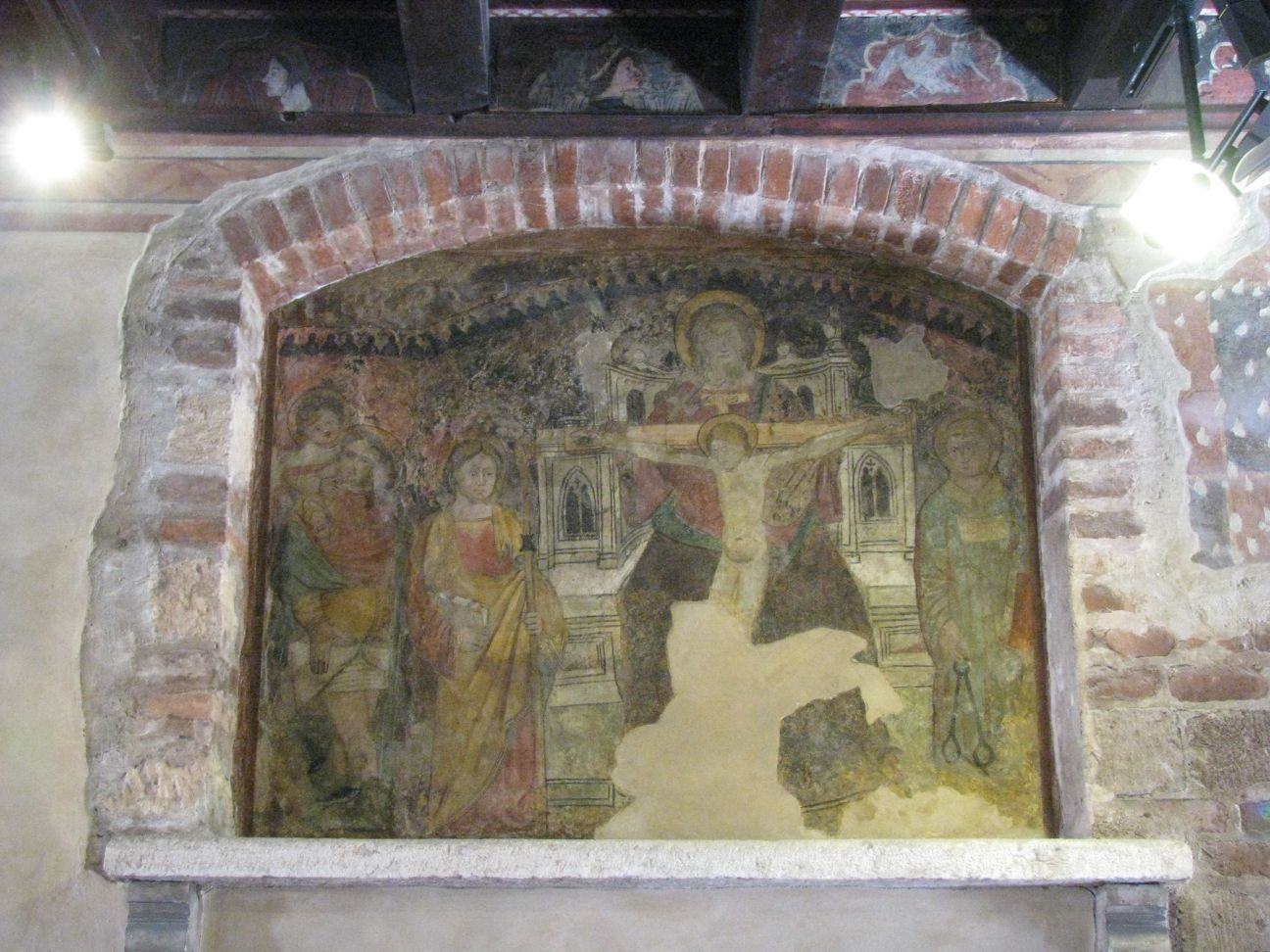
Fresque.

Au XIXe siècle la consonance entre Dal Cappello et Capuleti (Capulet en italien) laisse croire à certains que cette demeure pouvait être celle de Juliette Capulet, où cette dernière écoutait son amant Roméo Montaigu lui faire la cour et lui déclarer son amour au pied de son balcon. C’est dans cette demeure que les amants se promettent un amour éternel. Shakespeare n'a jamais mis les pieds à Vérone, et sa pièce est purement fictionnelle.

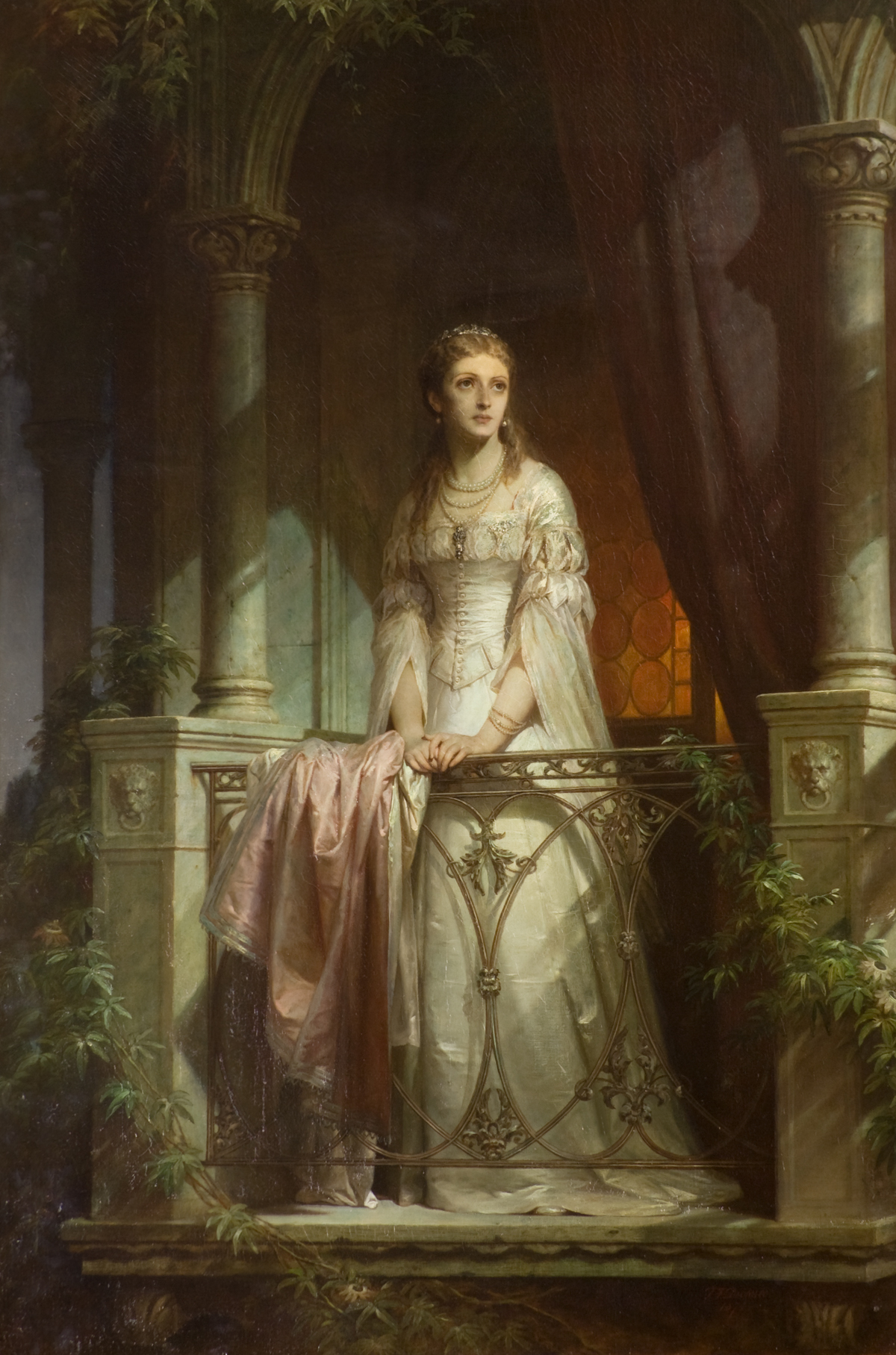
Juliette Capulet.
et Roméo Montaigu.
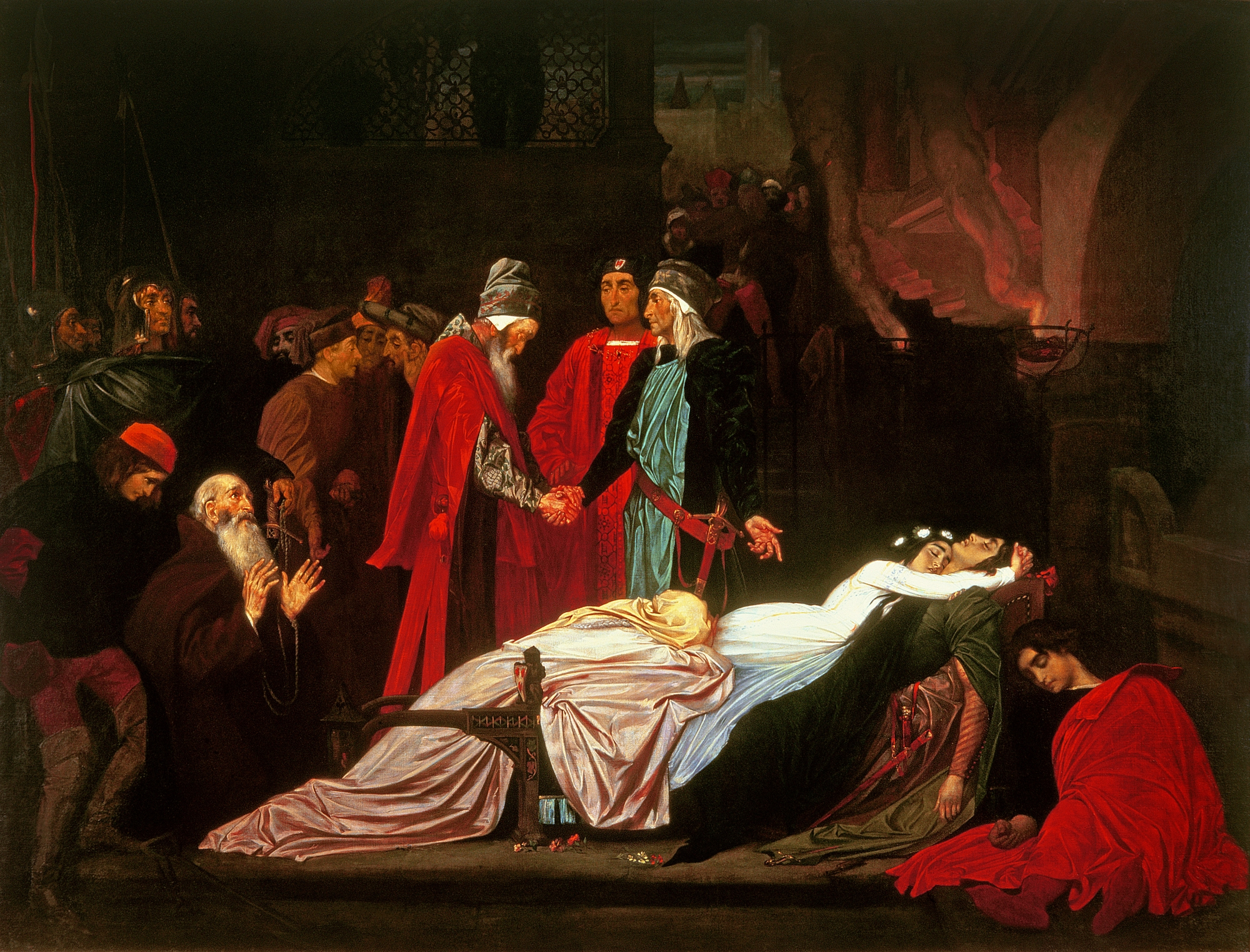
Réconciliation des familles Montaigu et Capulet à la mort de Roméo et Juliette.
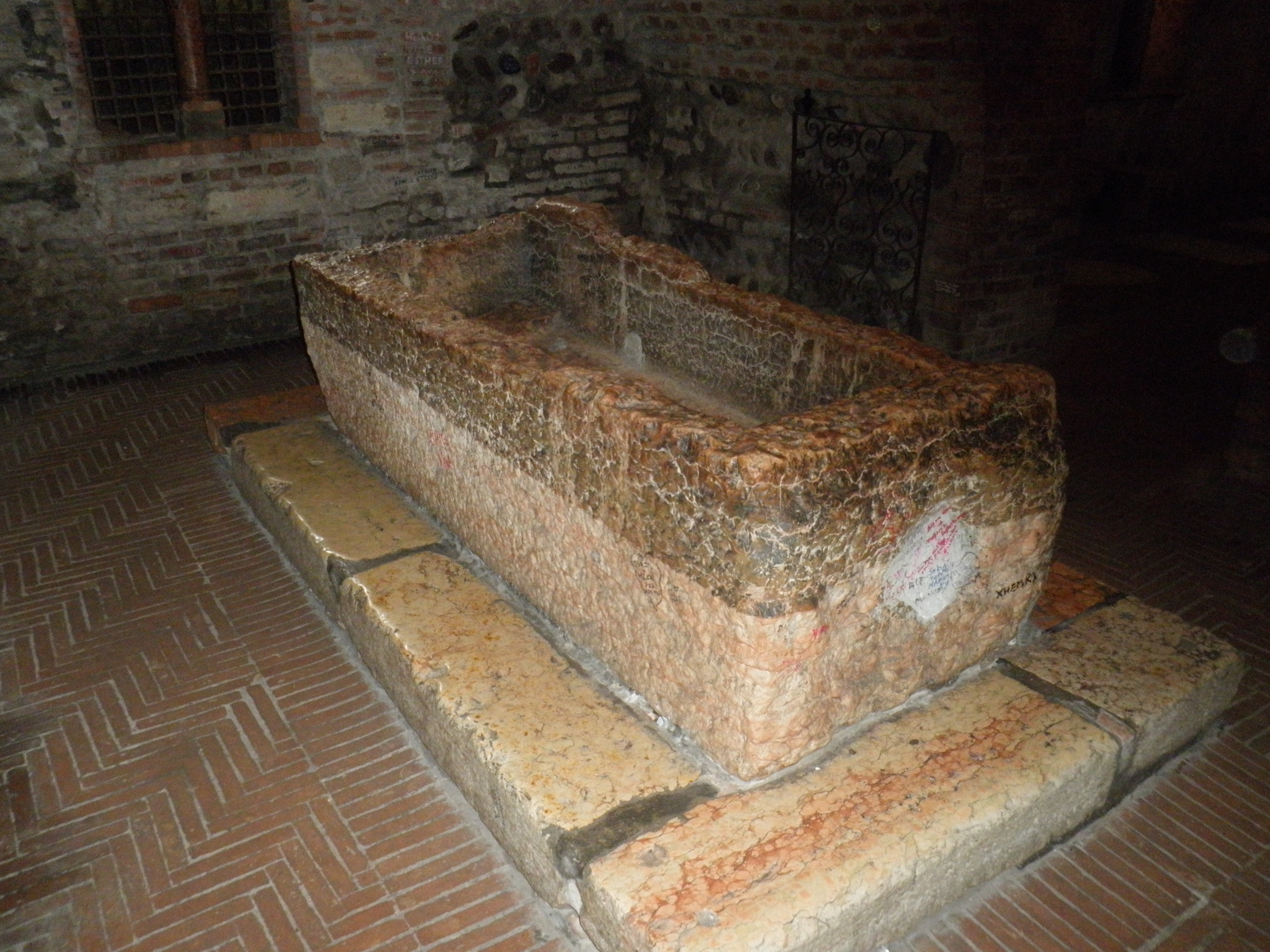
Sépulture de Juliette.
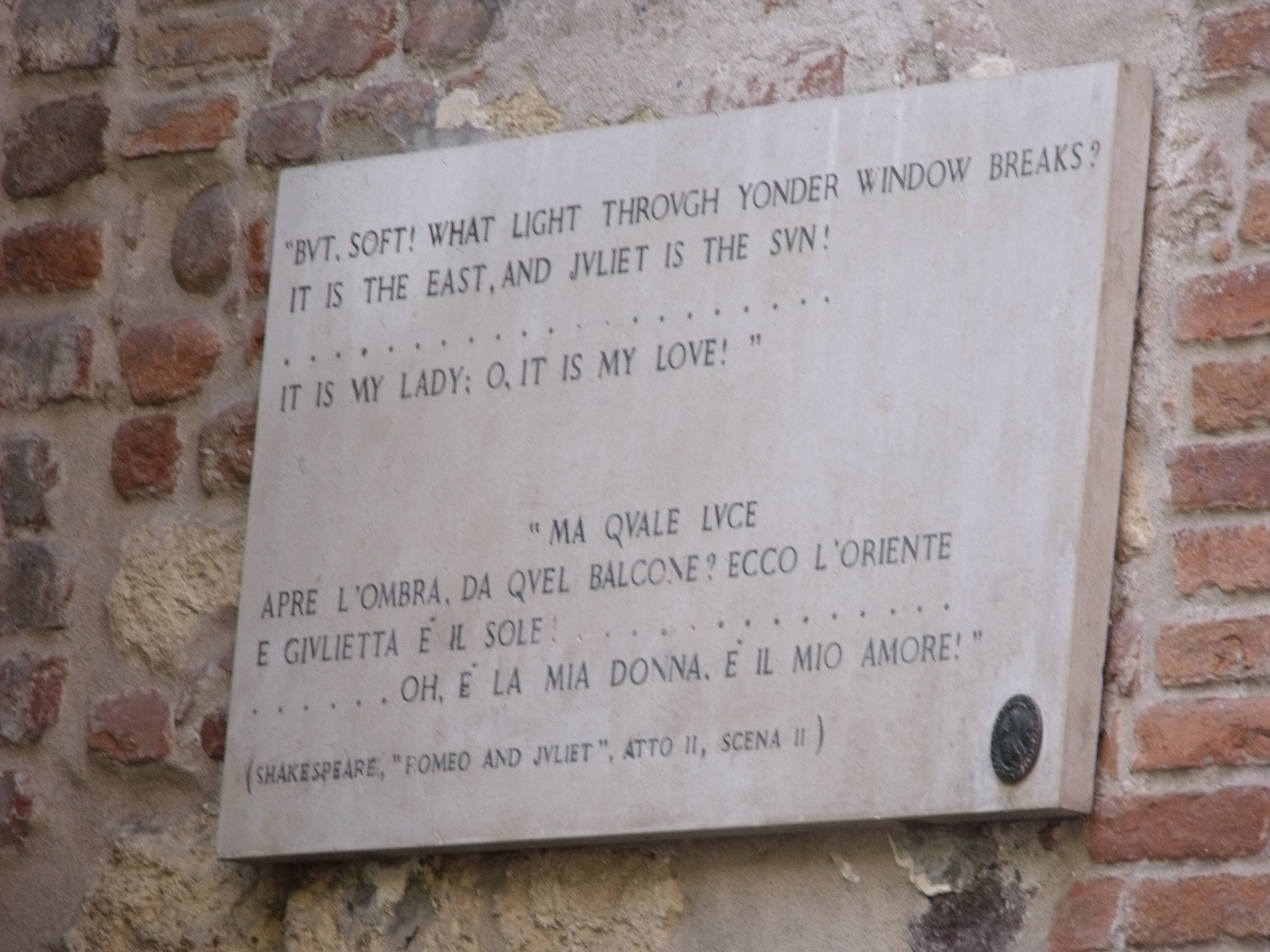
Acte II Scène II.
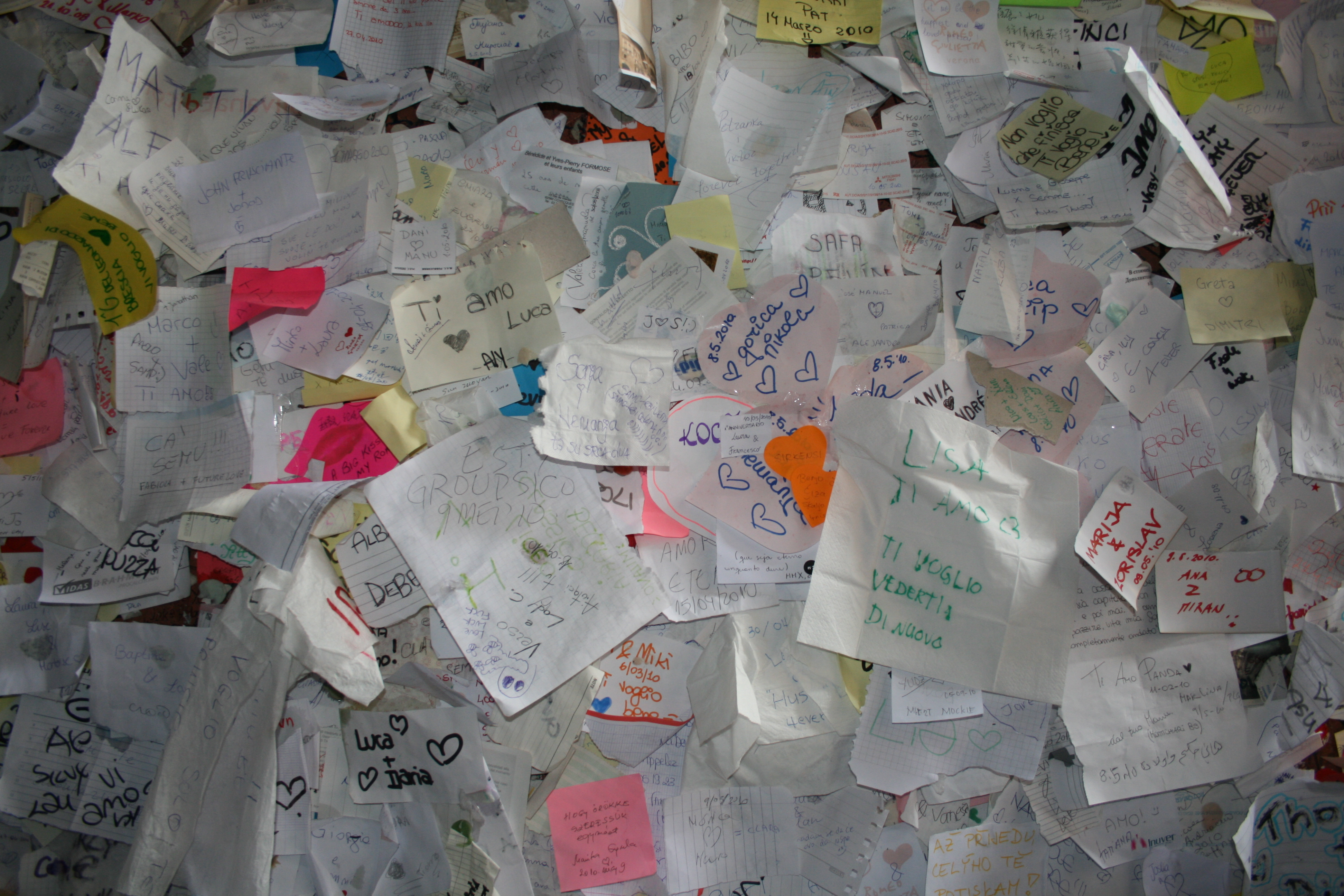
Vœux d'amour et graffitis.

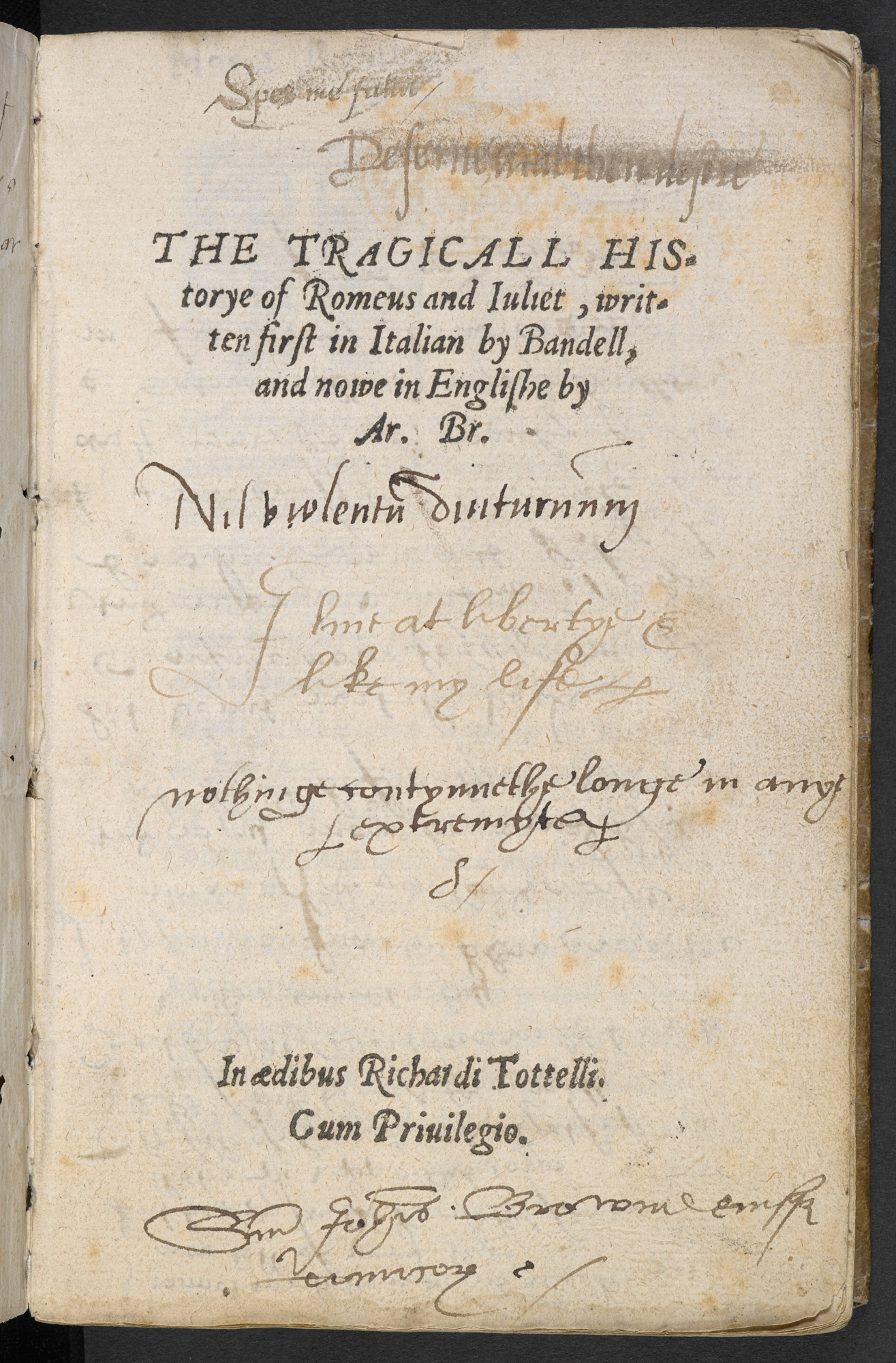
The Tragical History of Romeus and Juliet par Arthur Brooke en 1562.

En 1905 la maison est transformée en musée, avec une importante attractivité touristique. Entre 1936 et 1940, l'historien Antonio Avena fait entièrement restaurer la demeure de façon pittoresque et ajouter le balcon à la façade de la cour intérieure. Le musée est aménagé avec le temps de meubles des XVIe et XVIIe siècles, des tableaux et gravures qui retracent l'histoire de Roméo et Juliette, de costumes d'époque du film Roméo et Juliette réalisé en 1968 par Franco Zeffirelli, et de céramiques de la Renaissance à Vérone.
Les amoureux qui y viennent s'embrassent sur le balcon et se prennent en photo avec la statue en bronze de Juliette, du sculpteur Nereo Costantini, au fond de la cour. Les femmes doivent par tradition superstitieuse, lui toucher le sein droit afin de leur apporter bonheur, amour éternel, et fertilité. La statue est censée porter bonheur aux célibataires qui cherchent l'amour. L'édifice est couvert de vœux d'amour et graffitis multicolores laissés par les amoureux.
Un château privé d'une ruelle écartée du centre historique de Vérone, qui appartenait à la famille des Montecchi, est attribué à Roméo Montaigu. Une prétendue sépulture vide de Juliette, en marbre rouge, se visite dans le monastère San Francesco in Corso du XIIIe siècle, là où les deux amants auraient mis fin à leur vie.